# Vincenzo Paglia
Vincenzo Paglia (Boville Ernica, Frosinone, Italia, 12 de abril de 1945) es un arzobispo católico, Presidente emérito de la Pontificia Academia para la Vida y obispo emérito de la Diócesis de Terni-Narni-Amelia en Italia. Es uno de los fundadores de la Comunidad de San Egidio y postulador de la causa de beatificación del arzobispo de San Salvador Óscar Romero.

## Biografía

### Formación
Fue educado en el Pontificio Seminario Menor y Mayor de Roma. Obtuvo la licenciatura en Teología y en Filosofía en la Pontificia Universidad Lateranense, además realizó un máster en Pedagogía en la catedral de manrique

### Sacerdocio
Fue ordenado sacerdote el 15 de marzo de 1970 en la Diócesis de Roma en donde sirvió como vicario en la región de Casal Palocco, una zona al suroeste de Roma, hasta 1973. Después se convirtió en capellán de la Comunidad de San Egidio convirtiéndose posteriormente en el rector de la Iglesia de Sant'Egidio en Trastévere. Desde 1981 hasta el año 2000 fue el párroco de la Basílica de Santa María en Trastevere. Durante este periodo desempeñó un importante papel en el diálogo entre la Santa Sede y las Iglesias ortodoxas rumana y rusa, siguiendo con especial atención la situación balcánica. Fue el primer sacerdote que obtuvo permiso para entrar en Albania, antes de las elecciones libres de marzo de 1991 y fue miembro de la Delegación Pontificia para la primera visita pastoral a Albania logrando la reapertura del seminario y la devolución de la Catedral de Scutari, preparando el camino para las relaciones entre Albania y la Santa Sede. Su trabajo también fue especialmente intenso en las cuestiones relativas a Kosovo, logrando que se produjera el único acuerdo entre Slobodan Milošević, presidente de la República Federal de Yugoslavia, e Ibrahim Rugova, el que sería el primer presidente de Kosovo, para la normalización del sistema escolar-educativo en la región y obteniendo la liberación de Rugova durante Guerra de 1999. Por su compromiso con la paz, recibió en 1999 la Medalla Gandhi de la Unesco.

## Episcopado
El 4 de marzo de 2000 el papa Juan Pablo II lo nombró obispo de la diócesis de Terni-Narni-Amelia recibiendo la consagración episcopal en la Archibasílica de San Juan de Letrán de Camilo Ruini el 2 de abril y tomando posesión de ella el 16 de abril. A partir del 2002 preside la Federación Bíblica Católica Internacional, asumiendo entre 2004 y 2009 la presidencia de la Comisión de Ecumenismo y Diálogo de la Conferencia Episcopal Italiana. Ha sido responsable del diálogo interreligioso y se ha opuesto a un enfriamiento de las relaciones con los líderes judíos. En 2003 recibió también el Premio Madre Teresa del gobierno albanés por sus actividades en pro de la paz.
En 2009 fue nombrado presidente de la Conferencia Episcopal de Umbria. Desde allí, promovió el Fondo de Solidaridad de la Unión Europea, una iniciativa que proporciona apoyo económico a las familias más afectadas por la reciente crisis económica. Este cargo lo ostentó hasta el 2012. En 2011 fue llamado para formar parte de los primeros miembros del Pontificio Consejo para la Promoción de la Nueva Evangelización por un periodo renovable de 5 años y el 26 de junio de 2012 el papa Benedicto XVI le elevó a la dignidad de arzobispo y le nombró presidente del Pontificio Consejo para la Familia. En su papel como Presidente es responsable de los Encuentros Mundiales de las Familias, fiestas trienales sobre la función de la familia como un recurso para toda la humanidad. La próxima reunión se llevará a cabo en Filadelfia, Pensilvania, EE. UU., en septiembre de 2015, con la archidiócesis católica de Filadelfia como la anfitriona.
Ha colaborado en la cátedra de Historia Contemporánea en la Universidad de la Sapienza de Roma y ha publicado estudios y artículos sociales y religiosos, especialmente sobre la historia de la pobreza. Además ha recibido los premios San Valentín de Oro, Premio para el diálogo de la Ciudad de Orvieto, Premio Grinzane Terra d’Otranto, Premio “Ernest Hemingway Lignano Sabbiadoro” y el Premio para el Tercer Centenario de San Danilo príncipe de Moscú, que le fue entregado por el Patriarca Alexis.
En febrero de 2013, señaló en una entrevista que las parejas homosexuales deberían estar a salvo de la discriminación injusta en los países donde los actos homosexuales son ilegales. Algunos medios de comunicación informaron acerca la declaración como una posible señal de cambio en la enseñanza de la Iglesia católica sobre la homosexualidad. Unos días más tarde en una conferencia de prensa en la Ciudad del Vaticano el arzobispo Paglia habló de su sorpresa por la interpretación y dijo que sus palabras no deberían ser tomados en modo alguno como un cambio en la doctrina de la Iglesia sobre el matrimonio y la homosexualidad, como lo demuestra el hecho de que él simplemente reafirmó la enseñanza oficial de la Iglesia en la entrevista.
Con fecha 15 de agosto de 2016 fue nombrado Gran Canciller del Pontificio Instituto "Juan Pablo II" para la Familia y presidente de la Academia Pontificia para la Vida.
El 8 de agosto de 2017 fue nombrado miembro de la Congregación para la Evangelización de los Pueblos.
El 1 de enero de 2018 fue nombrado miembro de la Congregación para las Causas de los Santos ad quinquennium, siendo confirmado como tal usque ad octogesimum annum aetatis el 5 de diciembre de 2022.
El 8 de agosto de 2022 fue confirmado como miembro de la Sección para la primera evangelización y las nuevas iglesias particulares del Dicasterio para la Evangelización, usque ad octogesimum annum aetatis.
El 19 de mayo de 2025 cesó como Gran Canciller del Pontificio Instituto Teológico «Juan Pablo II» para las Ciencias del Matrimonio y de la Familia, y el 27 de mayo como presidente de la Pontificia Academia para la Vida.